# Secrets (Zvezdna vrata SG-1)
Secrets je naslov epizode znanstveno-fantastične serije Zvezdna vrata, v kateri Daniel izve, da je njegove žena Sha're noseča z Apophisovim otrokom. Apophis načrtuje, da bo otrok novi gostitelj za Gou’alda. O’Neil in Carterjeva sta v Washingtonu, da bi prejela medaljo za pogum. Šokira ju novica, da ima novinar Armin Selig zaupne podatke o projektu Zvezdna vrata, in jih namerava objaviti. Carterjeva se sreča z očetom, ki ji pove, da ima raka. Medtem poskušata Daniel in Teal’c najti način, kako spraviti Sha’re na Zemljo, še preden rodi Apophisovega otroka.